# ماساهارو إيواتا
ماساهارو إيواتا (岩田匡治 إيواتا ماساهارو) هو ملحن ياباني ولد في 26 أكتوبر 1966 في طوكيو.

## أعماله في ألعاب الفيديو
- باكوسو باغي إيباتسو يارو (شارة النهاية)
- ريليكس: حصن الظلام
- ستارشيب رونديفو (بالتعاون مع هيتوشي ساكيموتو)
- مايت أند ماجك بوك ون: ذا سيكريت أوف ذا سانكتروم
- موساشي نو بوكين
- دانجن كيد
- ويسترن كيدز
- فيريتيكس (بالتعاون مع هيتوشي ساكيموتو و يوشيو فوروكاوا)
- ماجيكال تشيس (بالتعاون مع هيتوشي ساكيموتو)
- أوغر باتل: ذا مارتش أوف ذا بلاك كوين (بالتعاون مع هيتوشي ساكيموتو و هاياتو ماتسوؤو)
- تاكتكس أوغر: لت أس كلينغ توغيذر (بالتعاون مع هيتوشي ساكيموتو)
- تريجر هنتر جي
- بلادي رور
- فاينل فانتسي تاكتكس (بالتعاون مع هيتوشي ساكيموتو)
- باروك
- أوغر باتل 64: بيرسون أوف لوردلي كاليبر (بالتعاون مع هيتوشي ساكيموتو وهاياتو ماتسوؤو)
- إيفولوشن: ذا وورلد أوف سيكريد ديفايس
- تاكتكس أوغر: ذا نايت أوف لوديس (بالتعاون مع هيتوشي ساكيموتو)
- موشيهيمي-ساما (بالتعاون مع مانابو ناميكي)
- ستيلا ديوس: ذا غيت أوف إيتيرنيتي (بالتعاون مع هيتوشي ساكيموتو)
- فاينل فانتسي XII (بالتعاون مع نوبوؤو أويماتسو و هيتوشي ساكيموتو)
- ذا ويزارد أوف أوز: بيوند ذا يلو بريك رود (بالتعاون مع هيتوشي ساكيموتو، ميتشيكو ناروكي و كيميهيرو آبي)
- تيكن 6
- آركايك سيلد هيت (بالتعاون مع هيتوشي ساكيموتو)
- بليتش: هيت ذا سول

## وصلات خارجية
- ماساهارو إيواتا على موقع IMDb (الإنجليزية)
- ماساهارو إيواتا على موقع ميوزك برينز (الإنجليزية)
- ماساهارو إيواتا على موقع ديسكوغز (الإنجليزية)